# Верхняя Губаха
Ве́рхняя Губа́ха (Ста́рая Губа́ха) — микрорайон в городе Губахе Пермского края России, до 1941 года посёлок Кизеловского горсовета  Мо́лотовской области.

## География
Посёлок расположен по другую сторону Косьвы (от центра Губахи). Он отделён от микрорайона Загубашка, железной дорогой и речкой Губашкой.

## История
Деревня Губаха возникла на строгановских землях в 1755 году, близ места впадения речки Губашки в реку Косьву, на горе Крестовой, после открытия крупного месторождения железной руды. В районе устья Губахи построили Губахинскую пристань.
В первой половине 19 века открыто месторождение каменного угля. Добыча резко увеличилась после подведения железной дороги в 1879 году.
В 1924 году в Губахе построили Кизеловскую ГРЭС, одну из первых по плану ГОЭЛРО. В 1936 году запущен Губахинский коксохимзавод, первое на Урале предприятие по производству кокса.
В 1941 г. рабочие посёлки Губаха, Кржижановск (Нижняя Губаха) и посёлок шахты имени Крупской были объединены в город областного подчинения Губаха, с пригородной зоной (подчиненной территорией) площадью 2858 км².
В 2019 году в Губахе снимали часть сцены фильма «Сердце Пармы».
Верхняя Губаха — самый старый микрорайон Губахи. От него город разрастался и стал центром города, но после того когда большинство людей переселили в Новую Губаху из-за плохих биологических условий, бывший центр пришёл в упадок. Однако в Старой Губахе живут люди. Летом проходят фестивали и часто приезжают туристы, чтобы посмотреть разрушенные здания или красивые равнины.

## Транспорт
Дорога в Верхнюю Губаху только с автодороги Чусовой — Березники.
Был развит водный транспорт.